# Моллесон, Иван Иванович
Иван Иванович Моллесо́н (22 февраля [6 марта] 1842, Иркутск — 18 декабря 1920, Воронеж) — русский санитарный врач, один из организаторов земской медицины.

## Биография
Родился 22 февраля (6 марта) 1842 года в семье исправника горного ведомства в Иркутске.
В 1865 году окончил золотой медалью медицинский факультет Казанского университета.
Работал земским врачом в городе Бугуруслане Самарской губернии. Затем фабричным врачом на механическом заводе пароходного общества «Кавказ и Меркурий», в Спасском Затоне. В 1869 году вновь вернулся на земскую службу, заведовал больницей в городе Яранске Вятской губернии.
В июне 1871 года по приглашению председателя Пермской губернской земской управы Дмитрия Дмитриевича Смышляева переехал в Пермь и поступил на должность ординатора в губернской больнице.
29 апреля (11 мая)  1872 года в Перми была учреждена санитарная комиссия во главе с В. И. Дунаевым, старшим врачом губернской земской больницы. В состав комиссии вошли все врачи города. Вскоре комиссия была ликвидирована. Поводом для её роспуска послужило решение комиссии организовать в г. Перми филиал Казанского научного общества врачей, несогласованное с Д. Д. Смышляевым. Врачи губернской больницы, являющиеся членами комиссии, во главе с В. И. Дунаевым вынуждены были подать заявление об уходе. Моллесон, которого в это время в городе не было, вернувшись в г. Пермь, присоединился к коллегам. Конфликт пермских врачей с земской управой широко обсуждался передовой общественностью России. 
Моллесон переехал в Шадринск, где в 1873 году организовал первый в России врачебно-санитарный совет уездного земства. На основе практических наблюдений пришёл к выводу о необходимости предупредительной медицины. Свои взгляды он обосновал в труде «Земская медицина».
В 1874 году на врачебном совете речь зашла о выделении денежных средств на строительство лечебных учреждений, земская управа просьбу отклонила. И. И. Моллесону были созданы тяжёлые условия работы, в начале 1875 года он был уволен. По собственной просьбе в 1875 году И. И. Моллесон назначен на должность заведующего Ольховским (Северным) врачебным участком Шадринского уезда, где проработал до 1882 года.
По инициативе Моллесона началось строительство участковых больниц в сёлах Каргаполье и Верхтеченском Шадринского уезда, создана уездная санитарная организация в Шадринске. Работая в селе Ольховском, он в 1881 году открыл одним из первых в России детские ясли.
С 1883 года работал в Перми. Вскоре возник новый конфликт с губернской управой. Поводом для конфликта стало открытие в Перми в 1886 году санитарной станции, первой в России. Санитарная станция Пермского губернского земства была открыта по инициативе Р. Н. Румы, который стал её директором. Поскольку Рума не имел специального медицинского образования, врачи-участники III съезда врачей Пермской губернии потребовали увольнения его с поста директора станции. Земская губернская управа отказалась выполнить требование врачей, а организаторы протеста – И. И. Моллесон и старший врач губернской больницы В. И. Земблинов были уволены. Затем Моллесон работал в Ирбитском уезде Пермской губернии. 
С 1890 года заведовал сан. бюро Саратовского, в 1896—1906 годах Тамбовского, в 1906—1911 годах Калужского губернских земств.
В 1911 году И. И. Моллесон оставил службу и переехал в Воронеж, где и умер 18 декабря 1920 года.

## Научная деятельность
Моллесон основоположник периодической сан. печати. В 1886 году основал «Пермский эпидемиологический листок»
Моллесон один из основоположников сан. статистики в России; разработанные им формы регистрации и мед. отчётности проводились в ряде губерний.
Моллесон принимал активное участие в устройстве библиотек, чтений для народа, потребительских обществ, ссудо-сберегательных товариществ, столовых, чайных и т. д. Особенно следует отметить выдающуюся работу Моллесона в годы голода, неурожаев.
Ширина кругозора Моллесона характеризуется разнообразием вопросов, которым посвящена его научно-литературная деятельность. Он писал по вопросам бюджета, истории земской медицины, строительства сети лечебных заведений, организации родовспоможения, борьбы с глазными заболеваниями, общественного призрения, по эпидемиологии и сифилису, по сан. статистике, демографии, школьной гигиене, антропометрии, промышленной санитарии, об отхожих промыслах, о сел.-хоз. рабочих, о ночлежных домах и о народных столовых, об удалении городских нечистот, о курсах для фельдшеров и по другим вопросам.
Моллесон — инициатор и руководитель ряда губернских съездов земских врачей, активный участник Пироговских съездов.

## Память
- Улица Моллесона в Шадринске.
- В начале 1978 года в г. Шадринске, на здании городской санитарно-эпидемиологической станции была открыта мемориальная доска первому русскому санитарному врачу Ивану Ивановичу Моллесону, а его имя присвоено станции.

## Интересные факты
«Очерк шерстобитного и валяльного (или пимокатного) промыслов в гигиеническом отношении» И. И. Моллесона стал известен не только медицинским работникам, но и учёным, и политическим деятелям. Владимир Ильич Ленин, находясь в ссылке в селе Шушенском и работая над большим очерком «Кустарная перепись 1894/95 года в Пермской губернии и общие вопросы «кустарной» промышленности», использовал труд шадринского врача. (В. И. Ленин. Поли. собр. соч., т. 2, с. 393)